# 龍口食品企業
龍口食品企業（Long Kow Foods Enterprise Corporation）是台灣的冬粉製造公司。創業於1949年。工厂位于彰化县北斗镇。